# Jürgen Walter (Sänger)

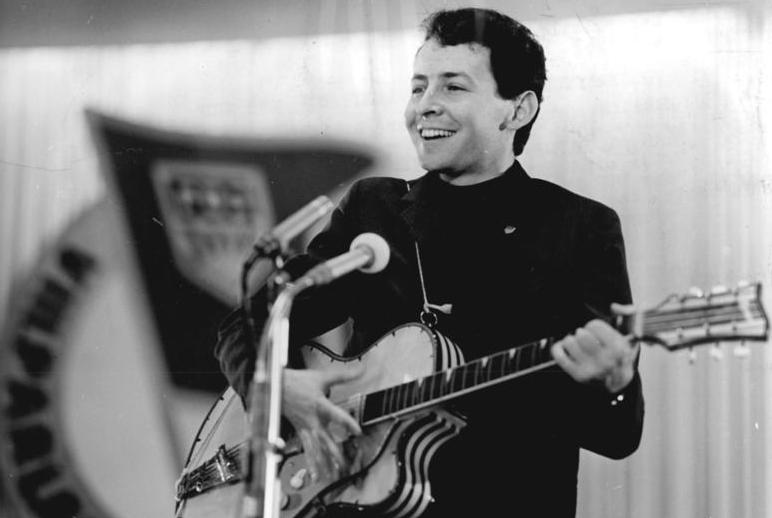
Jürgen Walter bei einem Auftritt in der Kongresshalle am Berliner Alexanderplatz (1967)

Jürgen Walter, eigentlich Jürgen Horst Pippig (* 7. Dezember 1943 in Fraureuth, Landkreis Greiz, Thüringen), ist ein deutscher Sänger und Chansonnier.

## Leben
Walter ließ sich nach dem Abitur zum Landwirtschaftskaufmann ausbilden. Später studierte er Germanistik und Romanistik an der Humboldt-Universität zu Berlin. 
Er ist Mitbegründer des Hootenannyclub, aus dem später der Oktoberklub wurde. 1967 trat er zum ersten Mal in Schlager einer kleinen Stadt im DDR-Fernsehen auf. 1969 bestand er die Prüfung zum Unterhaltungskünstler mit Berufsausweis. Seitdem verband ihn eine enge Zusammenarbeit mit Gisela Steineckert, Thomas Natschinski und Arndt Bause. Mit dem Titel Muss ich denn ein Clown sein belegte er 1972 den dritten Platz beim Schlagerfestival der Ostseeländer.
Zu seinen bekanntesten Titeln zählen Wär’ mir doch alles ganz egal, Schallala, schallali, Von dort kam sie her und Clown sein. Für letzteren Titel besuchte er zwei Jahre die Artistenschule, um dort die Arbeit am Trapez und das Drahtseillaufen zu erlernen.
Er war der erste DDR-Künstler, der eine Personalityshow im Palast der Republik in Ost-Berlin erhielt. 1980 moderierte er Ein Kessel Buntes. Er trat 1983 im Palast der Republik am Trapez auf. Später wechselte er in das Genre des Chansons. 
Im Jahr 1988 hatte Jürgen Walter eine Filmrolle in dem DEFA-Film Mensch, mein Papa …! und 1989 im Kinofilm Der Bruch mit Götz George.
Tourneen führten ihn nach Kuba, Vietnam, den Libanon, Frankreich, Syrien und Algerien wie auch in alle damaligen europäischen sozialistischen Länder.
Walter gründete 1992 seine eigene Plattenfirma JPM Berlin.
Jürgen Walter lebt in Falkensee bei Berlin.

## Auszeichnungen
- 1980 Kunstpreis der DDR[3]

## Diskografie (Auswahl)
- 1978: Jürgen Walter (Amiga)
- 1979: Ein bißchen Du, ein bißchen Ich (Amiga)
- 1981: Vor dem Wind sein (Amiga)
- 1986: Ich bin (Amiga)
- 1989: Hallelujah (Amiga)
- 1992: Auch Männer sind schön (JPM Berlin)
- 1995: … und ganz mein Herz (EP) (JPM Berlin)
- 1996: Jung genug (JPM Berlin)
- 1998: Lieder meines Lebens (JPM Berlin)
- 2000: Liebesnacht (JPM Berlin)
- 2003: Das Leben hat was (JPM Berlin)
- 2006: Aus Liebe (JPM Berlin)
- 2016: Alles kehrt wieder (JPM Berlin)
- 2019: Ein bisschen Vergangenheit (JPM Berlin)

## Filmografie
- 1968: Leben zu zweit
- 1979: Guten Morgen, du Schöne: Doris (Fernsehfilm)
- 1979: Guten Morgen, du Schöne: Steffi
- 1988: Mensch, mein Papa, Regie: Ulrich Thein
- 1989: Der Bruch, Regie: Frank Beyer